# Bill Farmer
Bill Farmer (nacido el 14 de noviembre de 1952) es un actor de voz estadounidense. Ha interpretado la voz del personaje de Disney, Goofy, desde 1987, y también es la voz de Pluto y Horace Horsecollar.

## Primeros años
Farmer nació el 14 de noviembre de 1952 en Pratt, Kansas, el segundo hijo de su familia. Sus padres eran de ascendencia inglesa y galesa.
El primer trabajo de Farmer, a la edad de 15 años, consistió en hacer voces, especialmente las de Western estrellas como John Wayne o Walter Brennan. Él y sus amigos a veces pasaban por drive-thrus de comida rápida y ordenaban comida con la voz de su personaje. Bill se graduó de la Universidad de Kansas en 1975 y es miembro de la Fraternidad Sigma Chi. En la universidad, encontró trabajo en radio y televisión y luego pasó a stand-up comedy como impresionista hasta que se mudó a Hollywood, donde comenzó a poner voz a Goofy en enero de 1987. En 1982, mientras todavía estaba haciendo monólogos, Farmer trabajó en un club de comedia llamado Comedy Corner en Dallas, Texas. Continuó trabajando allí hasta que se mudó a Hollywood en 1986.
Su decisión de mudarse a California provino de un agente comercial de Dallas que sugirió que, dado su talento para las voces, debería probar suerte en California. Se casó recientemente, pero él y su esposa lo conversaron y llegaron a un acuerdo. Ella se quedó en Dallas mientras él viajaba durante un año después de conseguir un apartamento. Luego, cuatro meses después de mudarse a Hollywood, su agente le preguntó si podía hacer algún personaje de Disney.
Afirma que la actuación de voz no se trata de voces divertidas, sino de actuar. Su mentor fue el versátil actor de voz Daws Butler, el hombre detrás de muchos de los personajes de Hanna-Barbera. Le enseñó a Farmer que cuando haces voces de dibujos animados, no estás simplemente haciendo una voz divertida, eres un actor y la actuación es de primer nivel y tienes que pensar como el personaje que estás haciendo.

## Carrera
Farmer afirma que la actuación de voz no se trata de voces divertidas, sino de actuación. Su mentor fue el versátil actor de voz Daws Butler, el hombre detrás de muchos personajes de Hanna-Barbera. Le enseñó a Farmer que cuando hace voces de dibujos animados, una persona no solo está haciendo una voz divertida, sino que es un actor y la actuación es excelente y que uno tiene que pensar como el personaje que esta interpretando.
En 1987 Farmer tuvo un pequeño papel como el reportero Justin Ballard-Watkins en la película RoboCop.
Su primera audición de voz fue para Goofy. Cuando audicionó para voz, estudio la forma en que el actor original Pinto Colvig interpretaba a Goofy en los dibujos animados clásicos. Estudio la risa hilarante y el distintivo "gawrsh". Heredo la voz de Goofy (y también de Pluto) casi al mismo tiempo que Tony Anselmo heredo al Pato Donald y Russi Taylor heredo a Minnie Mouse.
Creó la voz de Horace Horsecollar en la versión de Disney de El príncipe y el mendigo y también lo ha interpretado desde entonces. Farmer también interpretó voces adicionales en The New Adventures of Mighty Mouse and Heckle & Jeckle (1987) y Astro Boy (2004).